# Holomelina rosa
Holomelina rosa là một loài bướm đêm thuộc phân họ Arctiinae, họ Erebidae.